# كريستي ياماغوتشي

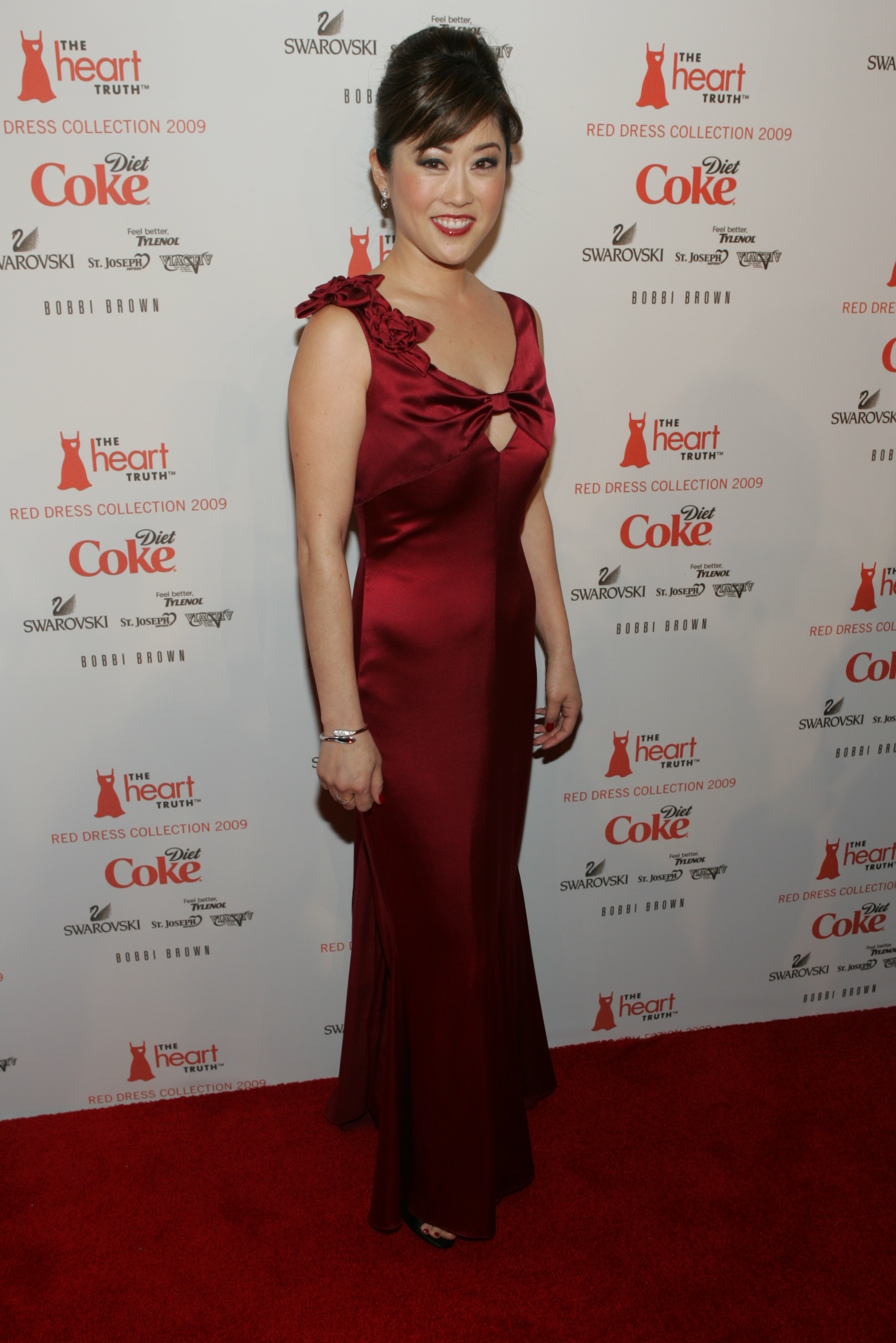

كريستين تسويا (Kristine Tsuya) «كريستي» ياماغوتشي ("Kristi" Yamaguchi) (ولدت في 12 يوليو، 1971) وهي شخصية معروفة في الولايات المتحدة الأمريكية بمتزلجة على الجليد. وقد فازت بطلة أولمبياد 1992 في فردي السيدات. وقد فازت ياماغوتشي أيضًا باثنتين من بطولات العالم في التزلج على الجليد في عاميّ 1991 و1992 وبطولات الولايات المتحدة في عام 1992 .وقد حازت على لقبٍ عالمي للناشئين في عام 1988 وحازت على لقبين وطنيين في عاميّ 1989 و1990 تزلج زوجي مع رودي غاليندو (Rudy Galindo). وفي ديسمبر 2005، تم تكريمها في قاعة تكريم مشاهير الأولمبياد في الولايات المتحدة. كانت ياماغوتشي تقوم بالتعليق المحلي على رياضة التزلج على الجليد في محطة تلفزيون سان فرانسيسكو KNTV (NBC 11) وذللك أثناء أولمبياد شتاء 2006. وفي عام 2008، أصبحت ياماغتشي بطلة شهيرة في الموسم السادس من الرقص مع النجوم (Dancing with the Stars).

## فترة الطفولة
ولدت كريستي ياماغوتشي في هايوارد، كاليفورنيا، لأبوين هما جيم ياماغوتشي (Jim Yamaguchi) وهو طبيب أسنان وكارول (ني دوي) (Carole (née Doi)) وهي سكرتيرة طبية. ياماغوتشي هو يونسي (الجيل-الرابع نيكاي). وقد هاجر أجدادها من ناحية الأب ومن ناحية الأم من اليابان من محافظة واكاياما ومحافظة ساجا إلى الولايات المتحدة. وقد تم إرسال أجداد ياماغوتشي إلى معسكر اعتقال أثناء الحرب العالمية الثانية، وهو المكان الذي ولدت فيه والدتها.
وقد كبرت كريستي وأخواتها؛ بريت (Brett) ولوري (Lori) في فريمونت، كاليفورنيا. وقد تخرجت ياماغوتشي من مدرسة ميشن سان خوزيه الثانوية (Mission San Jose High School) حيث قضت سنواتها الأولى والنهائية. وأدى تألق كريستي في فن التزلج عندما كانت في ميشن إلى وجود «يوم كريستي ياماغوتشي» (Kristi Yamaguchi Day) في 24 من فبراير عام 1989 .وقد قامت ميشن بتنظيم احتفالية لتكريمها وقد قُدم إليها سترة تكريم من المنتخب الرياضي للمدرسة.
وعندما كانت طفلة بدأت ياماغوتشي في أخذ دروس في التزلج والبالية كعلاج جسماني لانحراف قدميها.

## بطولات الزوجي
فازت ياماغوتشي مع رودي غاليندو ببطولة الناشئين في بطولات الولايات المتحدة في عام 1986. وبعدها بعامين فازت ياماغوتشي باللقب في المسابقات الفردية والزوجية مع غاليندو عام 1988 بطولات العالم للناشئين وقد فاز غاليندو عام 1987 ببطولة العالم للناشئين في الفردي. وفي عام 1989 فازت ياماغوتشي وفاز غاليندو بلقب محترفي الزوجي فيبطولات الولايات المتحدة. وقد فازوا باللقب مرة ثانية في عام 1990.
كونت ياماغوتشي مع غاليندو فريقًا ثنائيًا غير عادي فقد كانا يلعبان فردي التزلج مما جعلهما دائمًا يؤديان حركات صعبة مثل الثلاثي الجانبي القفزات الدائرية وهي أصعب من القفزات الجانبية التي تقوم بها حاليًا أفضل الفِرق الثنائية العالمية. كما كانا يقفزان ويدوران في اتجاهاتٍ معاكسة فكانت ياماغوتشي تدور عكس عقارب الساعة وكان غاليندو يدور مع عقارب الساعة وهذا ما جعلهما يظهران بشكل غير معتاد على الجليد. وفي عام 1990 قررت ياماغوتشي التركيز على الفردي فقط. كما أن غاليندو بدأ يخطو بنجاح نحو العمل الفردي وقد فاز في عام 1996 ببطولات الولايات المتحدة والميدالية البرونزية العالمية.

## بطولات الفردي
في عام 1991 انتقلت ياماغوتشي إلى إدمونتون، ألبرتا، ليقوم المدرب كريستي نيس بتدريبها. هناك، تلقت دروسًا في علم النفس في جامعة ألبرتا. وفي العام نفسه حصلت ياماغوتشي على المركز الثاني بعدتونيا هاردينج (Tonya Harding) في بطولات الولايات المتحدة وحازت على الميدالية الفضية على التوالي وذلك على المستوى المحلي. وفي الشهر التالي في ميونخ، ألمانيا، فازت ياماغوتشي في عام 1991 ببطولة العالم. وفي هذا العام أصبح فريق السيدات الأمريكي المكون من ياماجوتشي وهاردينج ونانسي كيريجان هو فريق السيدات الوطني الوحيد الذي حصل أعضاؤه على المركز الأول والثاني والثالث على العالم. وفي عام 1992 حصلت ياماغوتشي على أول لقب لها في الولايات المتحدة كما أنها حصلت على فرصة للذهاب إلى أولمبياد شتاء 1992 في آلبرتفيل في فرنسا. وكان معها في فريق الولايات المتحدة كريجان وهاردينج للمرة الثانية. وفي حين كان منافسو ياماغوتشي وهما هاردينج وميدوري إيتو من اليابان يقومان بالهبوط بقفزة أكسيل الثلاثية الصعبة، كانت ياماغوتشي تعتمد على فنها وعلى ثلاثي-ثلاثي التركيبات وذلك أملاً في أن تصبح ممارسة للتزلج أكثر قدرة على الدوران. وقعت هاردينج وإيتو كلتاهما بطريقة أكسيل الثلاثية في الأولمبياد (على الرغم من أن إيتو هبطت من القفزة متأخرة وذلك بعد أن أضاعتها في المرة الأولى) وبذلك أفسحا المكان لياماغوتشي لتفوز بالذهبية بالرغم من وجود أخطاء في برنامجها الحر فقد وضعت يدها على الجليد عندما قفزت قفزة ثلاثية وثنائي الحافة وذلك بدلاً من القفزة الثلاثية التي خططت لها. واستمرت ياماغوتشي في نجاحاتها للحفاظ على اللقب العالمي في نفس هذا العام.

## الحياة الاحترافية والخاصة
قالب:Like resume
أصبحت كريستي ياماغوتشي محترفة بعد الموسم التنافسي لعام 1992. فقد سافرت سنوات كثيرة مع نجوم على الجليد كما شاركت أيضًا في دائرة المنافسة للمحترفين.
ومنذ الثامن من يوليو عام 2000 تزوجت ياماغوتشي من بريت هيديكان (Bret Hedican) وهو لاعب احترافي معتزل للعبة هوكي وكانت قد قابلته في أولمبياد شتاء عام 1992 عندما كان يلعب في فريق الأمم المتحدة. وقد أقامت ياماغوتشي وهيديكان في شمال كاليفورنيا مع ابنتيهما كيرا كيومي التي (ولدت عام 2003) وإيما يوشيكو (ولدت عام 2005). ويعمل هيديكان محللاً رياضيًا حيث يقوم بتغطية سان خوزيه شاركس فريق هوكي الجليد.
وفي عام 1996، أنشأت كريستي مؤسسة الحلم الدائم للأطفال (Always Dream Foundation). والهدف من المؤسسة هو تمويل برامج ما بعد المدرسة، وأجهزة الحاسب الآلي، وملابس العودة إلى المدارس للأطفال المهمشين، والمعسكرات الصيفية للأطفال المعاقين. وفي عام 2009 قامت ياماغوتشي بشرح حماسها للمشروع:
«لقد ألهمتني مؤسسة صناعة الأمل عمل تغيير إيجابي في حياة الأطفال. لقد كنا نساعد منظمات الأطفال المختلفة وكان ذلك مُرضيًا. أما مشروعنا الأخير فهو عبارة عن ملعب مُصمم للأطفال المعاقين للعب سويًا وهذا هو هدفنا الآن.»
ياماغوتشي هي مؤلفة كتاباحلم دائمًا (Always Dream)، والذهب الخالص، (Pure Gold) والتزلج على الجليد للإرشاد. وفي عام 2011 قامت ياماغوتشي بنشر كتاب للأطفال يسمى Dream Big, Little Pig، والذي كان #ثاني أكثر الكتب مبيعًا في قائمة مجلة نيويورك تايمز وقد تم تخصيص جزء من العائد لمؤسسة Always Dream Foundation لدعم برامج محو أمية الأطفال. وتتمة هذه الكتب هو كتاب إنها حياة كبيرة يا صغيري (It's a Big World Little Pig) وهو المُحدد نشره في السادس من مارس عام 2012.
وقامت ياماغوتشي بعمل فيديو للياقة البدنية مع فريق كاليفورنيا رايزنس (California Raisins) في عام 1993 يسمى "قوي عظام الورك لتكون قويًا: كاليفورنيا رايزنس وكريستي ياماغوتشي" (The California Raisins and Kristi Yamaguchi"). وكممثلة ظهرت ياماغوتشي في مسلسل PBS الحرية: تاريخنا الذي يصور هاروكو أوباتا، وهو واحد من معلمي إيكيبانا في منطقة الخليج سان فرانسيسكو. وقد ظهرت ياماغوتشي بنفسها في الجميع يحب رايموند ()Everybody Loves Raymond وسباق D2: مايتي دكس، الثلج الوردي، وقناة ديزني للأفلام الأصلية جو فيجر (Go Figure). كما قدمت ياماغوتشي العديد من برامج التلفزيون الخاصة بالتزلج وبما ذلك ديزني خاصة علاء الدين على الجليد (Aladdin on Ice)، وفيه قامت بدور الأميرة ياسمين.
وفي عام 2006 كانت ضيفة مسلسل وي تي في النجم القادم في التزلج (Skating's Next Star) الذي أعدته وقدمته الرابطة الكبرى للتزلج على الجليد.
وقد حصلت كريستي ياماغوتشي على جائزة الإلهام في عام 2008 جائزة التميز الأسيوية. وبعد يومين من تتويجها كبطلة في «الرقص مع النجوم» (Dancing with the Stars)، حصلت ياماغوتشي عام 2008 على جائزة سونجا هيني (Sonja Henie Award) من اتحاد محترفي التزلج. ومن ضمن الجوائز التي حصلت عليها جائزة ثورمان مانثون (Thurman Munson Award) مؤسسة رياضة النساء، وجائزة فلو هايمن، (Flo Hyman Award) وجائزة أساطير الرياضة العظماء (Great Sports Legends Award). كما أنها عضوة في قاعة مشاهير اللجنة الأولمبياد في الولايات المتحدة (U.S. Olympic Committee Olympic Hall of Fame)، و(World Figure Skating Hall of Fame) قاعة المشاهير العالمية للتزلج، وقاعة مشاهير التزلج في الولايات المتحدة (US Figure Skating Hall of Fame).
وفي عام 2010 عملت ياماغوتشي كمذيعة تحليلية للتزلج يوميًا في أولمبياد NBC شبكة الرياضات العالمية (Universal Sports Network).
ووفقًا للبحث الذي قام به البروفيسورهنري لويس غيتس، جي ار (Henry Louis Gates) وهو أستاذ بجامعة هارفارد، فإن مسلسل PBS واجهة أمريكا (Faces of America) يكشف أن التراث بالنسبة إلى ياماغوتشي يرجع إلى وكاياما وساجا مقاطعات في اليابان كما يُظهر البحث أن جد ياماغوتشي من ناحية الأب تاتسويتشي ياماغوتشي (Tatsuichi Yamaguchi) قد هاجر إلى هاواي في عام 1899.
وفي 2012 الانتخابات الرئاسية للولايات المتحدة ظهرت ياماغوتشي في حملة Restore Our Future (استعادة مستقبلنا) الدعائية وذلك لتأييدها صلاحيات الرئيس ميت رومني وذلك وفقًا لاشتراكه في الأولمبياد شتاء 2002.

## الرقص مع النجوم(Dancing With the Stars)
في العشرين من مايو عام 2008 أصبحت بطلة شهيرة في برنامج الحقيقة لABC الرقص مع النجوم الموسم السادس مع مارك بالاس، يهزم الثنائي الأخير جاسون تيلر (Jason Taylor) وĹĎíĘÇ ÓáíćíäÓßÇ (Edyta Śliwińska).
وفي الموسم الحادي عشر والأسبوع الثامن، كان «فن الرقص الفوري» هو الشكل الذي تدرب عليه الرفيقان لمدة أسبوع وسوف يسمعان الموسيقى التي سيؤديان عليها لمدة عشرين دقيقة فقط قبل البدء في الرقص. ولقد تجمع الهواة الذين أتوا في المواسم السابقة لتقييم الرفيقين اللذين قاما بإعادة خلق حركات مميزة في الحلقة رقم 200 وهؤلاء الضيوف من الحكام هم هليو كسترونوفز (Hélio Castroneves)، وكيلي أوسبرن (Kelly Osbourne)، وإيمت سميث (Emmitt Smith)، ودرو لاشي (Drew Lachey)، وجيلز ماريني (Gilles Marini)، وميل بي (Melanie Brown). كما أن كريستي ياماغوتشي وأبولو أونو (Apolo Ohno) كانا بمثابة القائد للفريق الراقص. وكان فريق ياماغوتشي يتكون من ريك وشيريل، وكايل ولاسي وبريستول ومارك، بينما كان براندي وماكسيزم، جنيفر وديرك وكيرت وآنا في فريق أونو.

## المحطات التنافسية

### الفرديات
| الأحداث                 | 1987–88 | 1988–89 | 1989–90 | 1990–91 | 1991–92 |
| ----------------------- | ------- | ------- | ------- | ------- | ------- |
| أولمبياد الشتاء         |         |         |         |         | 1st     |
| بطولات العالم للتزلج    |         | 6th     | 4th     | 1st     | 1st     |
| بطولات العالم للناشئين  | 1st     |         |         |         |         |
| بطولات الولايات المتحدة | 10th    | 2nd     | 2nd     | 2nd     | 1st     |
| التزلج في كندا          |         |         | 1st     |         |         |
| التزلج في أمريكا        |         | 3rd     |         | 1st     | 2nd     |
| كأس الأمم               |         |         |         | 1st     |         |
| انترناتيونوكس دو فرانس  |         |         |         |         | 2nd     |
| كأس NHK Trophy          |         | 2nd     | 2nd     |         |         |
| ألعاب النوايا الحسنة    |         |         |         | 1st     |         |

### الثنائيات
(مع رودي غاليندو)
| الأحداث                        | 1984–85 | 1985–86 | 1986–87 | 1987–88 | 1988–89 | 1989–90 |
| ------------------------------ | ------- | ------- | ------- | ------- | ------- | ------- |
| بطولات العالم                  |         |         |         |         | 5th     | 5th     |
| بطولات العالم للناشئين         |         | 5th     | 3rd     | 1st     |         |         |
| بطولات الولايات المتحدة للتزلج | 5th J.  | 1st J.  | 5th     | 5th     | 1st     | 1st     |
| التزلج في أمريكا               |         |         | 5th     |         |         | 2nd     |
| كأس NHK Trophy                 |         |         |         |         | 3rd     | 4th     |
| التزلج كهربائي                 |         |         |         |         | 1st     |         |
| J. = مستوى مبتدئ               |         |         |         |         |         |         |

## الفيلموغرافيا (قائمة الأفلام)
| السنة | العنوان       | الدور        |
| ----- | ------------- | ------------ |
| 1994  | D2:مايتي داكس | نفسها (قصير) |
| 2005  | جو فيجور      | نفسها (قصير) |

## كتب مختارة
- Yamaguchi, Kristi. Figure skating for dummies, Foster City, CA : IDG Books, 1997. ISBN 0-7645-5084-5
- Yamaguchi, Kristi. Pure Gold, Harcourt School, 1997. ISBN 978-0-15-307551-3
- Yamaguchi, Kristi. Always dream, Dallas : Taylor Pub. Co., 1998. ISBN 0-87833-996-5

## كتابات أخرى
- Schwindt, Troy, "Yamaguchi Honored in Thursday Night's U.S. Olympic Hall of Fame Ceremony" نسخة محفوظة 28 يوليو 2011 على موقع واي باك مشين., US Figure Skating Association, December 8, 2005

## وصلات خارجية
- كريستي ياماغوتشي على موقع اللجنة الأولمبية الدولية (الإنجليزية)
- كريستي ياماغوتشي على موقع أوليمبيديا (الإنجليزية)
- Yamaguchi's official website
- AlwaysDream.org: Yamaguchi's Always Dream Foundation
- olympic.org Athlete Profile – Yamaguchi
- كريستي ياماغوتشي على موقع IMDb (الإنجليزية)
- كريستي ياماغوتشي على موقع ميوزك برينز (الإنجليزية)
- كريستي ياماغوتشي على موقع إن إن دي بي (الإنجليزية)
- كريستي ياماغوتشي على موقع قاعدة بيانات الفيلم (الإنجليزية)